# Màxim III de Constantinoble
Màxim III (en grec Μάξιμος Γ') va ser patriarca de Constantinoble de l'any 1476 al 1481. Va succeir a Rafael I, a qui el sultà Mehmet II havia destituït.
Era un home erudit i practicant de l'ascetisme. Va dirigir amb habilitat l'Església Ortodoxa en uns anys difícils, a causa de l'ocupació otomana de Constantinoble. Quan va morir, va ser nomenat patriarca per tercer cop Simeó de Trebisonda.
L'Església Oriental el va declarar sant, i celebra la seva festivitat el 17 de novembre.